# Callihormius bajaensis
Callihormius bajaensis är en stekelart som beskrevs av Marsh 1966. Callihormius bajaensis ingår i släktet Callihormius och familjen bracksteklar. Inga underarter finns listade.